# 田纳西州县级行政区列表
这是美国田纳西州所有95个县的列表。县是美国行政区域中低于州的一级，绝大多数情况下会大于市或镇，并且处在一个州或领地范围内。
截止2010年，谢尔比县是田纳西州人口最多并且面积也最大的县，拥有92万7644位居民，占地1955平方公里。人口最少的皮克特县只有4945位居民，面积最小的特劳斯代尔县占地295平方公里。州首府所在的戴维森县人口为56万9891人，全州共计有634万6105人，面积为10万9217平方公里，与2000年美国人口普查时的568万9283人相比增长了65万6822人，增长率超过10%。全州最年长的是1777成立的华盛顿县，最年轻的则是1879年成立的切斯特县。
根据2000年人口普查数据，田纳西州的人口中心位于35°47′45″N 86°23′52″W / 35.795862°N 86.397772°W，拉瑟福县县城默弗里斯伯勒以南4公里。人口中心是与地理中心相对的一个概念，指的是可以让以该点为中心划分的各个地区人口相对均衡；田纳西州的地理中心则位于默弗里斯伯勒东北部8公里处。1976年，拉瑟福县历史协会在州地理中心用一个方尖碑做了标识。
一些县的领地以前部分或完全是由美洲原住民控制的，原住民早在哥伦布发现美洲大陆以前就已经在这里生活，之后联邦政府也通过法律承认了印第安人保留地的合法权利。如果有哪个县是占据或部分占据原本保留地来建立的，那么在建立前印第安人占用领地的合法权利就已经被一个联邦法案或条约撤消。以田纳西为例，从1770年至1835年共谈判了10个条约，对于来自欧洲的移民和印第安人各自的居住地进行了调节。最终，田纳西州境内的土著人口都离开了这里，迁移到了今天属奥克拉荷马州的地区。
以下表格会在每一个县的名称后面列出其联邦资料处理标准代码（简称FIPS代码），该代码是联邦政府用来区分各州和各县的唯一识别码，田纳西州的FIPS代码是47，结合任何一个县的代码则为“47XXX”。所有的FIPS代码将链接至该县最近的一次人口普查数据。

## 按字母顺序排列各县列表
| 县           | FIPS代码 | 县城         | 建立 | 起源                                                   | 词源                                                                                        | 人口    | 面积         | 地图                         |
| ------------ | -------- | ------------ | ---- | ------------------------------------------------------ | ------------------------------------------------------------------------------------------- | ------- | ------------ | ---------------------------- |
| 安德森县     | 001      | 克林顿       | 1801 | 诺克斯县和格兰杰县                                     | 田纳西州联邦参议员，首任美国财政部审计长约瑟夫·安德森                                       | 75,129  | 875平方公里  | 標示出安德森县位置的地圖     |
| 贝德福县     | 003      | 谢尔比维尔   | 1807 | 拉瑟福县                                               | 当地一位大地主，美国独立战争军官托马斯·贝德福                                               | 45,058  | 1228平方公里 | 標示出贝德福县位置的地圖     |
| 本顿县       | 005      | 卡姆登       | 1835 | 汉弗莱斯县                                             | 县内早期定居者，克瑞克内战老兵大卫·本顿                                                     | 16,489  | 1020平方公里 | 標示出本顿县位置的地圖       |
| 布莱德索县   | 007      | 派克维尔     | 1807 | 罗恩县和印第安领地                                     | 安东尼·布莱德索，独立战争士兵、测量员，索姆奈县早期居民                                     | 12,876  | 1052平方公里 | 標示出布莱德索县位置的地圖   |
| 布朗特县     | 009      | 玛丽维尔     | 1795 | 诺克斯县                                               | 联邦参议员威廉·布朗特，西部领地州长                                                         | 123,010 | 1448平方公里 | 標示出布朗特县位置的地圖     |
| 布拉德利县   | 011      | 克利夫兰     | 1836 | 印第安领地                                             | 田纳西州议员爱德华·布拉德利                                                                 | 98,963  | 852平方公里  | 標示出布拉德利县位置的地圖   |
| 坎贝尔县     | 013      | 杰克斯伯勒   | 1806 | 安德森县和克莱本县                                     | 弗吉尼亚市民议院成员亚瑟·坎贝尔，与印第安人订立条约的谈判代表                               | 40,716  | 1243平方公里 | 標示出坎贝尔县位置的地圖     |
| 坎农县       | 015      | 伍德伯里     | 1836 | 拉瑟福县、史密斯县和沃伦县                             | 田纳西州州长纽顿·坎农                                                                       | 13,801  | 689平方公里  | 標示出坎农县位置的地圖       |
| 卡罗尔县     | 017      | 亨廷顿       | 1821 | 印第安领地                                             | 田纳西州州长威廉·卡罗尔                                                                     | 28,522  | 1551平方公里 | 標示出卡罗尔县位置的地圖     |
| 卡特县       | 019      |              | 1796 | 华盛顿县                                               | 美国独立战争兰顿·卡特上校                                                                   | 57,424  | 883平方公里  | 標示出卡特县位置的地圖       |
| 奇特姆县     | 021      | 阿什兰市     | 1856 | 戴维森县、迪克森县、蒙哥马利县和罗伯森县               | 田纳西州议员爱德华·奇特姆.                                                                  | 39,105  | 785平方公里  | 標示出奇特姆县位置的地圖     |
| 切斯特县     | 023      | 亨德森       | 1879 | 哈德曼县、亨德森县、麦克奈里县和麦迪逊县               | 田纳西州议员罗伯特·I·切斯特                                                                 | 17,131  | 749平方公里  | 標示出切斯特县位置的地圖     |
| 克莱本县     | 025      | 塔兹维尔     | 1801 | 格兰杰县和霍金斯县                                     | 路易斯安纳州州长、密西西比领地州长威廉·C·C·克莱本                                           | 32,213  | 1124平方公里 | 標示出克莱本县位置的地圖     |
| 克莱县       | 027      | 塞莱纳       | 1870 | 杰克逊县和欧弗顿县                                     | 联邦众议院议长、国务卿亨利·克莱                                                             | 7,861   | 611平方公里  | 標示出克莱县位置的地圖       |
| 科克县       | 029      | 纽波特       | 1797 | 杰斐逊县                                               | 威廉·科克，田纳西州最早的联邦参议员之一                                                     | 35,662  | 1124平方公里 | 標示出科克县位置的地圖       |
| 科菲县       | 031      | 曼彻斯特     | 1836 | 贝德福县、沃伦县和富兰克林县                           | 约翰·科菲，1812年战争老兵，边疆拓宽者                                                       | 52,796  | 1111平方公里 | 標示出科菲县位置的地圖       |
| 克罗基特县   | 033      | 阿拉莫       | 1871 | 海伍德县、麦迪逊县、戴尔县和吉布森县                   | 大卫·克罗基特、联邦众议员，阿拉摩之战英雄                                                   | 14,586  | 686平方公里  | 標示出克罗基特县位置的地圖   |
| 坎伯兰县     | 035      | 克罗斯维尔   | 1855 | 怀特县、布莱德索县、芬特雷斯县、瑞县、摩根县和普特南县 | 同名山脉                                                                                    | 56,053  | 1766平方公里 | 標示出坎伯兰县位置的地圖     |
| 戴维森县     | 037      | 纳什维尔     | 1783 | 北卡罗莱纳州的一部分                                   | 威廉·李·戴维森，美国独立战争北卡罗莱纳准将                                                  | 626,681 | 1300平方公里 | 標示出戴维森县位置的地圖     |
| 迪凯特县     | 039      | 迪凯特维尔   | 1845 | 佩里县                                                 | 1812年战争英雄，美国海军军官史蒂芬·迪凯特                                                   | 11,757  | 862平方公里  | 標示出迪凯特县位置的地圖     |
| 迪卡尔布县   | 041      | 史密斯维尔   | 1837 | 富兰克林县、坎农县、杰克逊县和怀特县                   | 美国独立战争大陆军少将约翰·迪卡尔布                                                         | 18,723  | 787平方公里  | 標示出迪卡尔布县位置的地圖   |
| 迪克森县     | 043      | 夏洛特       | 1803 | 蒙哥马利县和罗伯森县                                   | 联邦众议员威廉·迪克森                                                                       | 49,666  | 1269平方公里 | 標示出迪克森县位置的地圖     |
| 戴尔县       | 045      | 戴尔斯堡     | 1823 | 印第安领地                                             | 田纳西州议员罗伯特·亨瑞·戴尔                                                                | 38,335  | 1321平方公里 | 標示出戴尔县位置的地圖       |
| 费耶特县     | 047      | 萨默维尔     | 1824 | 印第安领地                                             | 拉法耶特侯爵，美国独立战争将军                                                              | 38,412  | 1826平方公里 | 標示出费耶特县位置的地圖     |
| 芬特雷斯县   | 049      | 詹姆斯敦     | 1823 | 摩根县、欧弗顿县和怀特县                               | 田纳西州议员詹姆斯·芬特雷斯                                                                 | 17,959  | 1292平方公里 | 標示出芬特雷斯县位置的地圖   |
| 富兰克林县   | 051      | 温彻斯特     | 1807 | 拉瑟福县和印第安领地                                   | 美国国父本杰明·富兰克林                                                                     | 41,052  | 1432平方公里 | 標示出富兰克林县位置的地圖   |
| 吉布森县     | 053      | 特伦顿       | 1823 | 印第安领地                                             | 约翰·H·吉布森，纳奇兹远征成员                                                               | 49,683  | 1562平方公里 | 標示出吉布森县位置的地圖     |
| 贾尔斯县     | 055      | 普瓦斯基     | 1809 | 印第安领地                                             | 联邦参议员、弗吉尼亚州州长威廉·布兰奇·贾尔斯(1762–1830).                                    | 29,485  | 1582平方公里 | 標示出贾尔斯县位置的地圖     |
| 格兰杰县     | 057      | 拉特利奇     | 1796 | 霍金斯县和诺克斯县                                     | 玛丽·格兰杰·布朗特，美国宪法签署人威廉·布朗特的妻子，也是之后成为田纳西州的西南领地第一夫人 | 22,657  | 725平方公里  | 標示出格兰杰县位置的地圖     |
| 格林县       | 059      | 格林维尔     | 1783 | 华盛顿县                                               | 美国独立战争将军内森尼尔·格林                                                               | 68,831  | 1611平方公里 | 標示出格林县位置的地圖       |
| 格兰迪县     | 061      | 阿尔塔蒙特   | 1844 | 科菲县、沃伦县和富兰克林县                             | 联邦司法部长费利克斯·格兰迪                                                                 | 13,703  | 935平方公里  | 標示出格兰迪县位置的地圖     |
| 汉布伦县     | 063      | 莫里斯敦     | 1870 | 杰斐逊县、格兰杰县和格林县                             | 以一位早期居民姓氏命名                                                                      | 62,544  | 417平方公里  | 標示出汉布伦县位置的地圖     |
| 汉密尔顿县   | 065      | 查塔努加     | 1819 | 瑞县和印第安领地                                       | 美国国父，首任美国财政部长亚历山大·汉密尔顿                                                 | 336,463 | 1406平方公里 | 標示出汉密尔顿县位置的地圖   |
| 汉考克县     | 067      | 斯尼德维尔   | 1844 | 霍金斯县和克莱本县                                     | 大陆会议主席约翰·汉考克                                                                     | 6,819   | 575平方公里  | 標示出汉考克县位置的地圖     |
| 哈德曼县     | 069      | 玻利瓦尔     | 1823 | 哈丁县和印第安领地                                     | 1812年战争老兵，德克萨斯共和国议员托马斯·琼斯·哈德曼县                                      | 27,253  | 1730平方公里 | 標示出哈德曼县位置的地圖     |
| 哈丁县       | 071      | 萨凡纳       | 1819 | 印第安领地                                             | 西南领地议员约瑟夫·哈丁                                                                     | 26,026  | 1497平方公里 | 標示出哈丁县位置的地圖       |
| 霍金斯县     | 073      | 罗杰斯维尔   | 1786 | 沙利文县                                               | 联邦参议员本杰明·霍金斯                                                                     | 56,833  | 1261平方公里 | 標示出霍金斯县位置的地圖     |
| 海伍德县     | 075      | 布朗斯维尔   | 1823 | 印第安领地                                             | 被称为“田纳西历史之父”的法官约翰·海伍德                                                     | 18,787  | 1380平方公里 | 標示出海伍德县位置的地圖     |
| 亨德森县     | 077      | 莱克星顿     | 1821 | 印第安领地                                             | 1812年战争军官詹姆斯·亨德森                                                                 | 27,769  | 1347平方公里 | 標示出亨德森县位置的地圖     |
| 亨利县       | 079      | 巴黎         | 1821 | 印第安领地                                             | 开国元勋，维吉尼亚州州长帕特里克·亨利                                                       | 32,330  | 1456平方公里 | 標示出亨利县位置的地圖       |
| 希克曼县     | 081      | 森特维尔     | 1807 | 迪克森县                                               | 艾德温·希克曼，一位被美洲原住民所杀的长枪猎人                                               | 24,690  | 1588平方公里 | 標示出希克曼县位置的地圖     |
| 休斯敦县     | 083      | 艾琳         | 1871 | 迪克森县、汉弗莱斯县、蒙哥马利县和斯图尔特县           | 山姆·休斯敦，田纳西州长和联邦众议员，德克萨斯共和国总统、德克萨斯州长、联邦参议员           | 8,426   | 518平方公里  | 標示出休斯敦县位置的地圖     |
| 汉弗莱斯县   | 085      | 韦弗利       | 1809 | 斯图尔特县                                             | 联邦众议员帕里·韦恩·汉弗莱斯                                                                | 18,538  | 1378平方公里 | 標示出汉弗莱斯县位置的地圖   |
| 杰克逊县     | 087      | 盖恩斯伯勒   | 1801 | 史密斯县和印第安领地                                   | 美国总统安德鲁·杰克逊                                                                       | 11,638  | 800平方公里  | 標示出杰克逊县位置的地圖     |
| 杰弗逊县     | 089      | 丹德里奇     | 1792 | 格林县和霍金斯县                                       | 开国元勋、美国总统托马斯·杰弗逊                                                             | 51,407  | 710平方公里  | 標示出杰弗逊县位置的地圖     |
| 约翰逊县     | 091      | 芒廷城       | 1836 | 卡特县                                                 | 卡特县早期居民托马斯·约翰逊                                                                 | 18,244  | 774平方公里  | 標示出约翰逊县位置的地圖     |
| 诺克斯县     | 093      | 诺克斯维尔   | 1792 | 格林县和霍金斯县                                       | 亨利·诺克斯，首任美国战争部长                                                               | 432,226 | 1318平方公里 | 標示出诺克斯县位置的地圖     |
| 莱克县       | 095      | 蒂普顿维尔   | 1870 | 奥拜恩县                                               | 里尔富特湖（湖的英文与县名一样是Lake）                                                      | 7,832   | 422平方公里  | 標示出莱克县位置的地圖       |
| 劳德代尔县   | 097      | 里普利       | 1835 | 海伍德县、戴尔县和蒂普顿县                             | 在1812年战争中牺牲的詹姆斯·劳德代尔                                                         | 27,815  | 1217平方公里 | 標示出劳德代尔县位置的地圖   |
| 劳伦斯县     | 099      | 劳伦斯伯格   | 1817 | 希克曼县和印第安领地                                   | 1812年战争英雄，美国海军军官詹姆斯·劳伦斯                                                   | 41,869  | 1598平方公里 | 標示出劳伦斯县位置的地圖     |
| 刘易斯县     | 101      | 霍恩沃尔德   | 1843 | 希克曼县、劳伦斯县、韦恩县和摩利县                     | 美国西部的探险家梅里韦瑟·刘易斯                                                             | 12,161  | 730平方公里  | 標示出刘易斯县位置的地圖     |
| 林肯县       | 103      | 费耶特维尔   | 1809 | 贝德福县                                               | 美国战争部长本杰明·林肯                                                                     | 33,361  | 1476平方公里 | 標示出林肯县位置的地圖       |
| 劳登县       | 105      | 劳登         | 1870 | 罗恩县、门罗县、布朗特县和麦克明县                     | 法国-印第安人战争中的英美军队将军，第4世劳登伯爵约翰·坎贝尔                                 | 48,556  | 593平方公里  | 標示出劳登县位置的地圖       |
| 梅肯县       | 111      | 拉法叶       | 1842 | 史密斯县和索姆奈县                                     | 联邦参议员内森尼尔·梅肯                                                                     | 22,248  | 795平方公里  | 標示出梅肯县位置的地圖       |
| 麦迪逊县     | 113      | 杰克逊县     | 1821 | 印第安领地                                             | 美国宪法之父，美国总统詹姆斯·麦迪逊                                                         | 98,294  | 1443平方公里 | 標示出麦迪逊县位置的地圖     |
| 马里昂县     | 115      | 贾斯帕       | 1817 | 印第安领地                                             | 弗朗西斯·马里昂，美国独立战争军官                                                           | 28,237  | 1295平方公里 | 標示出马里昂县位置的地圖     |
| 马歇尔县     | 117      | 刘易斯堡     | 1836 | 贾尔斯县、贝德福县、林肯县和摩利县                     | 美国首席大法官约翰·马歇尔                                                                   | 30,617  | 971平方公里  | 標示出马歇尔县位置的地圖     |
| 摩利县       | 119      | 哥伦比亚     | 1807 | 威廉森县和印第安领地                                   | 田纳西州议员亚伯兰·波因德克斯特·摩利                                                        | 80,956  | 1588平方公里 | 標示出摩利县位置的地圖       |
| 麦克明县     | 107      | 阿森斯       | 1819 | 印第安领地                                             | 田纳西州州长约瑟夫·麦克明                                                                   | 52,266  | 1114平方公里 | 標示出麦克明县位置的地圖     |
| 麦克奈里县   | 109      | 塞尔莫       | 1823 | 哈丁县                                                 | 美国田纳西联邦地区法院法官约翰·麦克奈里                                                     | 26,075  | 1450平方公里 | 標示出麦克奈里县位置的地圖   |
| 梅格斯县     | 121      | 迪凯特       | 1836 | 瑞县                                                   | 大陆军上校老瑞腾·J·梅格斯                                                                   | 11,753  | 505平方公里  | 標示出梅格斯县位置的地圖     |
| 门罗县       | 123      | 麦迪逊维尔   | 1819 | 印第安领地                                             | 美国总统詹姆斯·门罗                                                                         | 44,519  | 1645平方公里 | 標示出门罗县位置的地圖       |
| 蒙哥马利县   | 125      | 克拉克斯维尔 | 1796 | 田纳西县                                               | 约翰·蒙哥马利，尼加杰克远征领队                                                             | 172,331 | 1396平方公里 | 標示出蒙哥马利县位置的地圖   |
| 摩尔县       | 127      | 林奇堡       | 1871 | 贝德福县、林肯县和富兰克林县                           | 田纳西州议员威廉·摩尔                                                                       | 6,362   | 334平方公里  | 標示出摩尔县位置的地圖       |
| 摩根县       | 129      | 瓦特堡       | 1817 | 安德森县和罗恩县                                       | 美国独立战争军官丹尼尔·摩根县                                                               | 21,987  | 1352平方公里 | 標示出摩根县位置的地圖       |
| 奥拜恩县     | 131      | 尤宁城       | 1823 | 印第安领地                                             | 同名河流                                                                                    | 31,807  | 1412平方公里 | 標示出奥拜恩县位置的地圖     |
| 欧弗顿县     | 133      | 利文斯顿     | 1806 | 杰克逊县和印第安领地                                   | 田纳西州高等法院法官约翰·欧弗顿                                                             | 22,083  | 1121平方公里 | 標示出欧弗顿县位置的地圖     |
| 佩里县       | 135      | 林登         | 1819 | 汉弗莱斯县和希克曼县                                   | 1812年战争英雄和美国海军军官奥利弗·哈泽德·佩里                                              | 7,915   | 1075平方公里 | 標示出佩里县位置的地圖       |
| 皮克特县     | 137      | 伯兹敦       | 1879 | 芬特雷斯县和欧弗顿县                                   | 田纳西州议员霍维尔·L·皮克特                                                                 | 5,077   | 422平方公里  | 標示出皮克特县位置的地圖     |
| 波尔克县     | 139      | 本顿         | 1839 | 麦克明县和布拉德利县                                   | 美国总统詹姆斯·L·波尔克                                                                     | 16,825  | 1127平方公里 | 標示出波尔克县位置的地圖     |
| 普特南县     | 141      | 库克威尔     | 1854 | 芬特雷斯县、杰克逊县、史密斯县、怀特县和欧弗顿县       | 美国独立战争军官艾斯列尔·普特南                                                             | 72,321  | 1039平方公里 | 標示出普特南县位置的地圖     |
| 瑞县         | 143      | 代顿         | 1807 | 罗恩县                                                 | 联邦众议员约翰·瑞                                                                           | 31,809  | 818平方公里  | 標示出瑞县位置的地圖         |
| 罗恩县       | 145      | 金斯顿       | 1801 | 诺克斯县和印第安领地                                   | 西纳西州长阿奇博尔德·罗恩                                                                   | 54,181  | 935平方公里  | 標示出罗恩县位置的地圖       |
| 罗伯森县     | 147      | 斯普林菲尔德 | 1796 | 田纳西县和索姆奈县                                     | 田纳西州议员詹姆斯·罗伯森县                                                                 | 66,283  | 1235平方公里 | 標示出罗伯森县位置的地圖     |
| 拉瑟福县     | 149      | 默弗里斯伯勒 | 1803 | 戴维森县、威廉森县和威尔森县                           | 美国独立战争军官，北卡罗莱纳州政治领袖格里菲斯·拉瑟福                                       | 262,604 | 1603平方公里 | 標示出拉瑟福县位置的地圖     |
| 斯科特县     | 151      | 亨茨维尔     | 1849 | 安德森县、坎贝尔县、芬特雷斯县和摩根县                 | 经历过美墨战争、1812年战争、美国内战的美国陆军中将温菲尔德·斯科特                           | 22,228  | 1378平方公里 | 標示出斯科特县位置的地圖     |
| 塞夸奇县     | 153      | 邓拉普       | 1857 | 汉密尔顿县、马里昂县和沃伦县                           | 美洲原住民切罗基语，含义不确定                                                              | 14,112  | 689平方公里  | 標示出塞夸奇县位置的地圖     |
| 塞维尔县     | 155      | 塞维尔维尔   | 1794 | 杰斐逊县                                               | 首位田纳西州州长约翰·塞维尔                                                                 | 89,889  | 1533平方公里 | 標示出塞维尔县位置的地圖     |
| 谢尔比县     | 157      | 孟菲斯       | 1819 | 从美洲原住民奇克索人中收购的领地                       | 第一和第五任肯塔基州州长艾萨克·谢尔比，打过1812年战争和美国独立战争                         | 927,644 | 1955平方公里 | 標示出谢尔比县位置的地圖     |
| 史密斯县     | 159      | 迦太基       | 1799 | 索姆奈县和印第安领地                                   | 美国独立战争军官、联邦参议员丹尼尔·史密斯                                                   | 19,166  | 813平方公里  | 標示出史密斯县位置的地圖     |
| 斯图尔特县   | 161      | 多佛         | 1803 | 蒙哥马利县                                             | 田纳西州议员，密西西比领地副州长邓肯·斯图尔特                                               | 13,324  | 1186平方公里 | 標示出斯图尔特县位置的地圖   |
| 沙利文县     | 163      | 布朗特维尔   | 1779 | 华盛顿县                                               | 新罕布什尔州州长约翰·沙利文                                                                 | 156,823 | 1070平方公里 | 標示出沙利文县位置的地圖     |
| 索姆奈县     | 165      | 加勒廷       | 1786 | 戴维森县                                               | 美国独立战争大陆军准将杰思罗·索姆奈                                                         | 160,645 | 1370平方公里 | 標示出索姆奈县位置的地圖     |
| 蒂普顿县     | 167      | 科文顿       | 1823 | 谢尔比县（原是印第安领地）                             | 雅各布·科文顿，他于1791年在与美洲原住民一场有关西北领地的冲突中被杀                         | 61,081  | 1189平方公里 | 標示出蒂普顿县位置的地圖     |
| 特劳斯代尔县 | 169      | 哈茨维尔     | 1870 | 威尔森县、梅肯县、史密斯县和索姆奈县                   | 威廉·特劳斯代尔，田纳西州州长，州参议员，美国驻巴西大使，美墨战争士兵和军官                 | 7,870   | 295平方公里  | 標示出特劳斯代尔县位置的地圖 |
| 尤尼科伊县   | 171      | 欧文         | 1875 | 华盛顿县和卡特县                                       | 美洲原住民指阿巴拉契亚山脉的词，意思可能是“白色”或“浓雾环绕”                                | 18,313  | 482平方公里  | 標示出尤尼科伊县位置的地圖   |
| 尤宁县       | 173      | 梅纳德维尔   | 1850 | 格兰杰县、克莱本县、坎贝尔县、安德森县和诺克斯县       | 5个县各让出部分土地组成新县来纪念对内战北方联邦的支持，县名原文Union意为联盟                | 19,109  | 580平方公里  | 標示出尤宁县位置的地圖       |
| 范布伦县     | 175      | 斯宾塞       | 1840 | 沃伦县和怀特县                                         | 美国总统马丁·范布伦                                                                         | 5,548   | 640平方公里  | 標示出范布伦县位置的地圖     |
| 沃伦县       | 177      | 麦克明维尔   | 1807 | 怀特县、杰克逊县、史密斯县和印第安领地                 | 美国独立战争军官约瑟夫·沃伦                                                                 | 39,839  | 1121平方公里 | 標示出沃伦县位置的地圖       |
| 华盛顿县     | 179      | 琼斯伯勒     | 1777 | 北卡罗莱纳州的一部分                                   | 美国国父乔治·华盛顿                                                                         | 122,979 | 844平方公里  | 標示出华盛顿县位置的地圖     |
| 韦恩县       | 181      | 韦恩斯伯勒   | 1817 | 希克曼县                                               | 美国独立战争将军安东尼·韦恩                                                                 | 17,021  | 1901平方公里 | 標示出韦恩县位置的地圖       |
| 威克莱县     | 183      | 德勒斯登     | 1823 | 印第安领地                                             | 联邦众议员罗伯特·威克莱                                                                     | 35,021  | 1502平方公里 | 標示出威克莱县位置的地圖     |
| 怀特县       | 185      | 斯巴达       | 1806 | 杰克逊县和史密斯县                                     | 县内首位欧洲移民约翰·怀特，也是美国独立战争士兵                                             | 25,841  | 976平方公里  | 標示出怀特县位置的地圖       |
| 威廉森县     | 187      | 富兰克林     | 1799 | 戴维森县                                               | 联邦众议员休·威廉森县                                                                       | 183,182 | 1507平方公里 | 標示出威廉森县位置的地圖     |
| 威尔逊县     | 189      | 莱巴嫩       | 1799 | 索姆奈县                                               | 北卡罗莱纳和西南领地议员                                                                    | 113,993 | 1479平方公里 | 標示出威尔逊县位置的地圖     |

## 曾经存在过的县
田纳西州有两个曾经存在过的县：
- 詹姆斯县（1870至1919年）：如今是汉密尔顿县的一部分；
- 田纳西县（1788至1796年）：如今是蒙哥马利县和罗伯森县的一部分。

## 连接的县
田纳西州有3个县分别与3个市合并为一个司法管辖区，其政府既是市自治政府，又是州以下分支的县级政府：
- 纳什维尔与戴维森县
- 林奇堡和摩尔县
- 哈茨维尔和特劳斯代尔县